# Jaime de Aragón
Jaime de Aragón, dit le cardinal de Valence (né en 1341 à Valence, Espagne, et mort dans la même ville le 30 mai 1396) est un cardinal espagnol du XIVe siècle créé par l'antipape d'Avignon Clément VII. Il est le fils de Pierre d'Aragon et d'Anjou et donc le neveu du roi Alphonse IV d'Aragon et le cousin du roi Pierre IV.

## Biographie
Jaime d'Aragon est chanoine et prévôt à Barcelone et chanoine à Gérone et Majorque. Il est nommé évêque de Tortose en 1362 et transféré à Valence en 1369.
L'antipape Clément VII le crée cardinal lors du consistoire de janvier 1387. 
Le cardinal d'Aragon ne participe pas au conclave de 1394 lors duquel l'antipape Benoît XIII est élu.